# Survivor - L'aereo maledetto
Survivor - L'aereo maledetto (The Survivor) è un film australiano del 1981 diretto da David Hemmings e interpretato da Robert Powell. Il film mescola horror, fantastico e politico-poliziesco. Spunto del film è il romanzo Il superstite (The Survivor) di James Herbert.

## Trama
Un aereo carico di passeggeri esplode poco dopo il decollo. Tutti gli occupanti muoiono, tranne il pilota Keller, miracolosamente scampato al rogo. È proprio Keller a prendere in mano il filo delle indagini sull'accaduto, dando un netto contributo all'identificazione del colpevole. Ma alla fine del film, quando i tecnici esaminano i resti del velivolo con dentro ancora tutti i corpi, scoprono nella cabina di pilotaggio il corpo di Keller, in avanzato stato di decomposizione come tutti gli altri.